# Diócesis de Lolo
La diócesis de Lolo (en latín: Dioecesis Loloënsis y en francés: Diocèse de Lolo) es una circunscripción eclesiástica de la Iglesia católica en la República Democrática del Congo. Se trata de una diócesis latina, sufragánea de la arquidiócesis de Mbandaka-Bikoro. Desde el 29 de enero de 2015 su obispo es Jean-Bertin Nadonye Ndongo, de la Orden de los Hermanos Menores Capuchinos.

## Territorio y organización
La diócesis tiene 10 200 km² y extiende su jurisdicción sobre los fieles católicos de rito latino residentes en partes de las provincias de: Tshopo, Mongala y Bajo Uele y comprende los territorios de Basoko, Bumba y Aketi.
La sede de la diócesis se encuentra en la ciudad de Bumba, en donde se halla la Catedral de San Juan Bautista.
En 2021 en la diócesis existían 10 parroquias.

## Historia
La prefectura apostólica de Lolo fue erigida el 22 de febrero de 1937 con la bula Quo facilius del papa Pío XI, obteniendo el territorio del vicariato apostólico de Buta (hoy diócesis de Buta).
El 2 de julio de 1962 la prefectura apostólica fue elevada a diócesis con la bula Ut singula del papa Juan XXIII.

## Estadísticas
Según el Anuario Pontificio 2022 la diócesis tenía a fines de 2021 un total de 223 000 fieles bautizados.
| Año                                                                             | Población            | Población | Población      | Sacerdotes | Sacerdotes    | Sacerdotes    | Bautizados por sacerdote | Diáconos permanentes | Religiosos | Religiosos | Parroquias |
| Año                                                                             | Bautizados católicos | Total     | % de católicos | Total      | Clero secular | Clero regular | Bautizados por sacerdote | Diáconos permanentes | Varones    | Mujeres    | Parroquias |
| ------------------------------------------------------------------------------- | -------------------- | --------- | -------------- | ---------- | ------------- | ------------- | ------------------------ | -------------------- | ---------- | ---------- | ---------- |
| 1950                                                                            | 16 727               | 45 000    | 37.2           | 16         |               | 16            | 1045                     |                      |            | 12         | 5          |
| 1970                                                                            | 36 000               | 80 000    | 45.0           | 17         | 2             | 15            | 2117                     |                      | 22         | 19         | 12         |
| 1980                                                                            | 44 250               | 90 000    | 49.2           | 13         | 5             | 8             | 3403                     |                      | 11         | 23         | 9          |
| 1990                                                                            | 57 591               | 110 000   | 52.4           | 20         | 18            | 2             | 2879                     |                      | 3          | 18         | 8          |
| 1999                                                                            | 75 913               | 150 000   | 50.6           | 14         | 14            |               | 5422                     |                      |            | 4          | 9          |
| 2000                                                                            | 75 000               | 150 000   | 50.0           | 15         | 15            |               | 5000                     |                      |            | 4          | 9          |
| 2001                                                                            | 77 000               | 150 000   | 51.3           | 15         | 15            |               | 5133                     |                      |            | 6          | 9          |
| 2002                                                                            | 78 239               | 154 000   | 50.8           | 13         | 13            |               | 6018                     |                      |            | 7          | 9          |
| 2003                                                                            | 78 250               | 155 000   | 50.5           | 17         | 17            |               | 4602                     |                      |            | 7          | 9          |
| 2004                                                                            | 79 239               | 157 000   | 50.5           | 14         | 14            |               | 5659                     |                      |            | 3          | 9          |
| 2013                                                                            | 125 000              | 212 000   | 59.0           | 20         | 18            | 2             | 6250                     |                      | 3          | 24         | 9          |
| 2016                                                                            | 190 540              | 229 244   | 83.1           | 19         | 17            | 2             | 10 028                   |                      | 2          | 28         | 10         |
| 2019                                                                            | 209 430              | 251 960   | 83.1           | 19         | 17            | 2             | 11 022                   |                      | 2          | 29         | 10         |
| 2021                                                                            | 223 000              | 268 300   | 83.1           | 30         | 27            | 3             | 7433                     |                      | 3          | 22         | 10         |
| Fuente: Catholic-Hierarchy, que a su vez toma los datos del Anuario Pontificio. |                      |           |                |            |               |               |                          |                      |            |            |            |

## Episcopologio
- Giacomo Jacobs, O.Praem. † (1937-1948 falleció)
- Joseph Ignace Waterschoot, O.Praem. † (21 de noviembre de 1949-28 de agosto de 1987 retirado)
- Ferdinand Maemba Liwoke (28 de agosto de 1987-29 de enero de 2015 retirado)
- Jean-Bertin Nadonye Ndongo, O.F.M.Cap., desde el 29 de enero de 2015